# Renault R29
La Renault R29 è una vettura di Formula 1, con cui la scuderia francese affronta il campionato 2009. È stata presentata all'Autódromo Internacional do Algarve il 19 gennaio 2009.

## Scheda tecnica
- Lunghezza: 4.850 mm
- Larghezza: -
- Altezza: -
- Peso: 605 Kg min.
- Carreggiata anteriore: 1450 mm
- Carreggiata posteriore: 1420 mm
- Passo: 3165 mm
- Telaio: materiali compositi, a nido d'ape con fibre di carbonio
- Trazione: posteriore
- Frizione: A+P
- Cambio: longitudinale, 7 marce e retromarcia (comando semiautomatico sequenziale a controllo elettronico)
- Differenziale:
- Freni: A+P
- Motore: Renault RS27 - 18.000 RPM
- Num. cilindri e disposizione: 8 a V 90°
- Cilindrata: 2.400 cm³
- Alesaggio: -
- Distribuzione:
- Valvole: 32
- Materiale blocco cilindri:
- Olio: Total
- Benzina: Total
- Peso: 95 kg (minimo regolamentare)
- Elettronica: Magneti Marelli
- Alimentazione:
- Accensione: Elettronica
- Sospensioni: 2+1 ammortizzatori e barre di torsione sia anteriore che posteriore
- Ammortizzatori: Penske
- Kers: di tipo elettrico, durata massima 6,6 secondi al giro
- Potenza Kers: circa 60 kilowatt (80  CV)

## Test
I test iniziali sono stati condotti sul circuito portoghese assieme alle scuderie Williams, McLaren, Toyota e Toro Rosso dal 19 al 22 gennaio. Nelson Piquet Jr. ha compiuto il lavoro nei primi due giorni, sostituito da Fernando Alonso negli ultimi due.

## Livrea

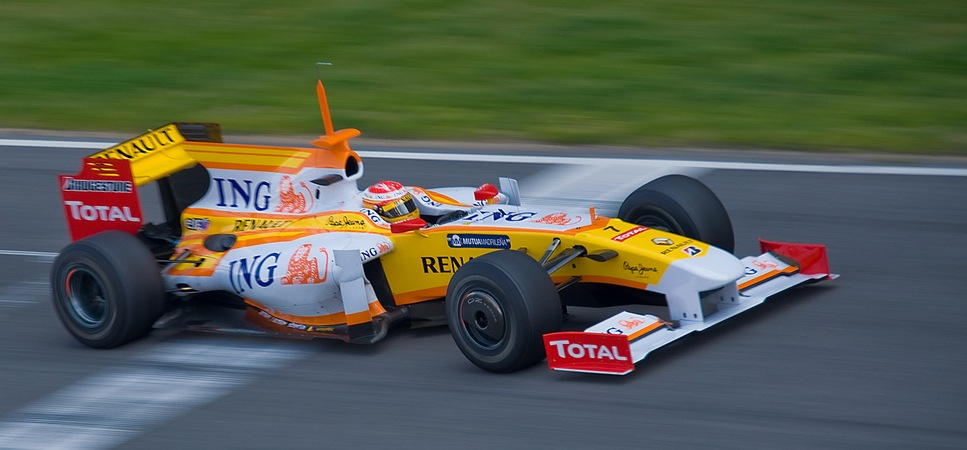
La livrea originale di inizio stagione

La vettura presenta una livrea gialla e arancione. L'ING Group rimane lo sponsor principale della vettura, come nel 2008.  La compagnia petrolifera francese Elf Aquitaine è stata rimpiazzata dalla società collegata Total S.A., comportando una colorazione rossa sugli alettoni. Rimane un logo Elf sul cofano motore.
In seguito alla condanna espressa dal Consiglio Mondiale della FIA in merito al Crashgate i due principali sponsor della scuderia francese, ING Direct e Mutua Madrileña, decidono di chiudere il loro rapporto di sponsorizzazione dal Gran Premio di Singapore senza attendere la fine del campionato. Da notare che le vetture erano state spedite a Singapore ancora con gli adesivi degli sponsor attaccati. La Renault allora ha portato in extremis dei grandi adesivi sostitutivi da mettere nella zona alta del telaio, nelle pance, nell'alettone anteriore e posteriore, in modo da coprire le scritte degli sponsor. In seguito, dal Gran Premio del Giappone vengono rimosse anche le bande giallo-arancioni che richiamavano i colori del gruppo ING, mentre la scritta Renault sull'alettone posteriore viene sostituita da un adesivo della Total.

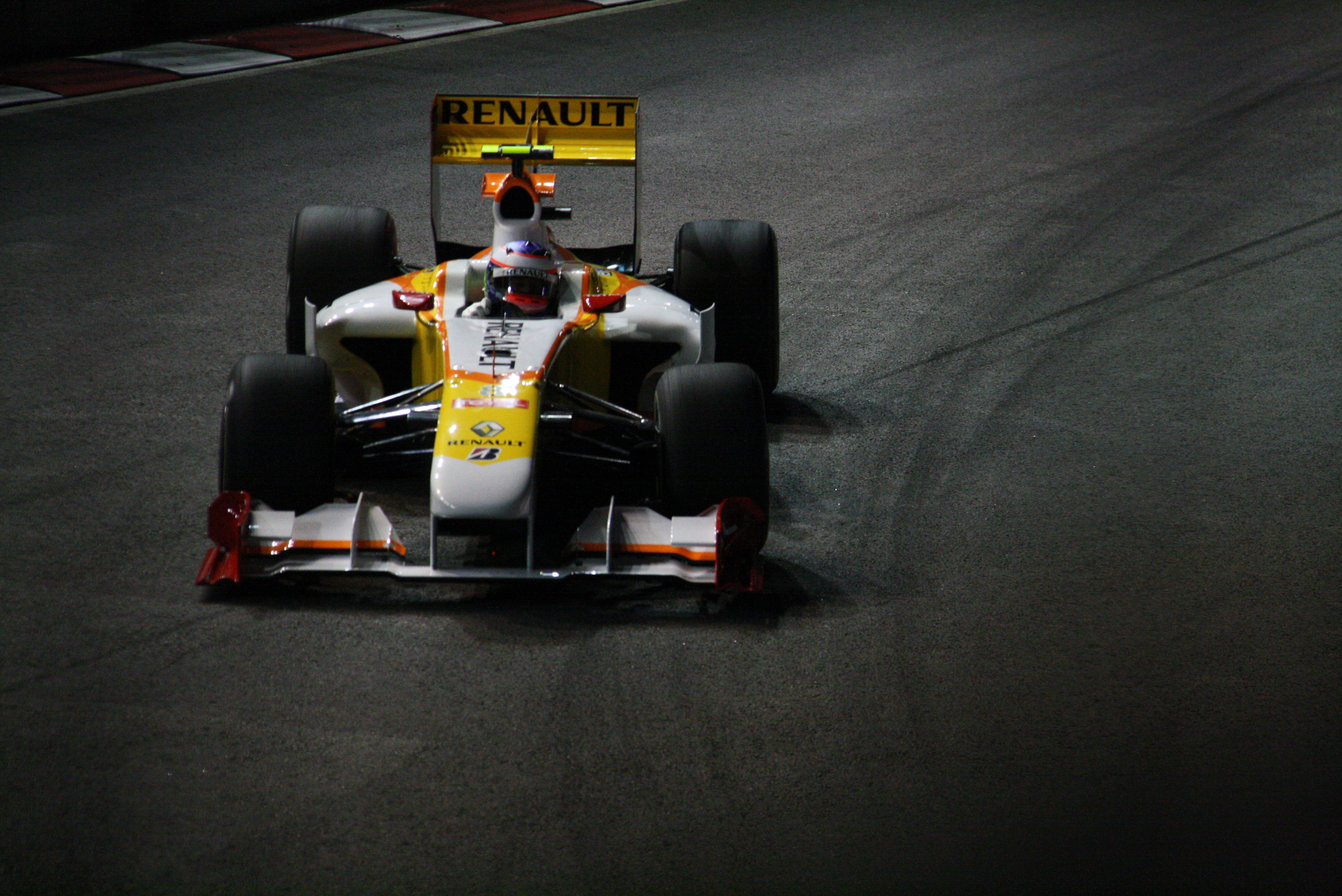
La R29 senza sponsor a Singapore

## Stagione 2009
La vettura non si presenta particolarmente competitiva nei primi appuntamenti stagionali.
Il 15 aprile la FIA rigetta il ricorso contro le soluzioni tecniche adottate da Toyota (oltre che da Williams e Brawn GP). Le classifiche del Gran Premio della Malesia e di quello d'Australia vengono così definitivamente confermate.
In seguito a tale decisione la Renault introduce un diffusore modificato sulla R29, a partire dal Gran Premio di Cina, gara in cui Alonso è capace di partire dalla prima fila. Dopo alcuni gran premi sottotono la R29, con Fernando Alonso conquista il giro più veloce nel Gran Premio di Germania, il primo per la casa francese dal Gran Premio del Giappone 2006.
Nel successivo Gran Premio d'Ungheria Fernando Alonso conquista la pole, pur nel caos prodotto dal malfunzionamento del sistema di rilevamento dei tempi che non consente agli spettatori e ai piloti di comprendere immediatamente la griglia. È la prima pole per la Renault dal Gran Premio di Cina 2006, pole ottenuta anche allora dal pilota asturiano. In gara, al momento del primo pit stop i meccanici montano male la ruota anteriore destra sulla vettura di Alonso, tanto che nel corso del giro seguente lo spagnolo perde lo pneumatico. Per tale incidente la FIA decide di sospendere la Renault per il gran premio successivo. Nell'appello, discusso il 17 agosto, la Renault viene riammessa pur dovendo pagare una multa di 50.000 dollari.
Dopo il Gran Premio d'Ungheria la Renault annuncia anche che non utilizzerà più Nelson Piquet Jr. quale pilota titolare, a causa dei suoi scarsi risultati (0 punti conquistati). Al suo posto viene indicato l'esordiente Romain Grosjean, che però a causa della mancanza di test e di competitività della vettura, non otterrà alcun risultato di rilievo.
Nel Gran Premio di Singapore, Fernando Alonso conquista il primo e unico podio della stagione, ottenendo anche il giro più veloce,  mentre negli ultimi 3 gp la vettura non otterrà ulteriori piazzamenti a punti. La scuderia si piazza all'ottavo posto in classifica costruttori con 26 punti, tutti conquistati da Alonso.

## Risultati F1
| Anno | Team            | Motore              | Gomme | Piloti     |     |    |    |    |    |     |    |    |    |     |    |     |    |     |    |     |    | Punti | Pos. |
| ---- | --------------- | ------------------- | ----- | ---------- | --- | -- | -- | -- | -- | --- | -- | -- | -- | --- | -- | --- | -- | --- | -- | --- | -- | ----- | ---- |
| 2009 | Renault F1 Team | Renault RS27 2.4 V8 | B     | Alonso     | 5   | 11 | 9  | 8  | 5  | 7   | 10 | 14 | 7  | Rit | 6  | Rit | 5  | 3   | 10 | Rit | 14 | 26    | 8º   |
| 2009 | Renault F1 Team | Renault RS27 2.4 V8 | B     | Piquet Jr. | Rit | 13 | 16 | 10 | 12 | Rit | 16 | 12 | 13 | 12  |    |     |    |     |    |     |    | 26    | 8º   |
| 2009 | Renault F1 Team | Renault RS27 2.4 V8 | B     | Grosjean   |     |    |    |    |    |     |    |    |    |     | 15 | Rit | 15 | Rit | 16 | 13  | 18 | 26    | 8º   |

| Legenda | 1º posto     | 2º posto | 3º posto    | A punti         | Senza punti/Non class.  | Grassetto – Pole position Corsivo – Giro più veloce |
| Legenda | Squalificato | Ritirato | Non partito | Non qualificato | Solo prove/Terzo pilota | Grassetto – Pole position Corsivo – Giro più veloce |